# アオバコバシガン
アオバコバシガン（Cyanochen cyanopterus）は、カモ目カモ科アオバコバシガン属に分類される鳥類。本種のみでアオバコバシガン属を構成する。

## 分布
エチオピア固有種

## 形態
翼長オス20.4-23.1センチメートル、メス19.7-21センチメートル。羽衣は灰褐色。雨覆が青灰色、次列風切の光沢（翼鏡）は緑。

## 分類
コバシガン属に近縁と考えられている。

## 生態
標高2,400メートルの高地に生息する。
食性は雑食で、草、昆虫などを食べる。
繁殖形態は卵生。茂みに巣を作り、4-9個（平均7個）の卵を産む。抱卵期間は30-34日。